# کهنه مسیحی

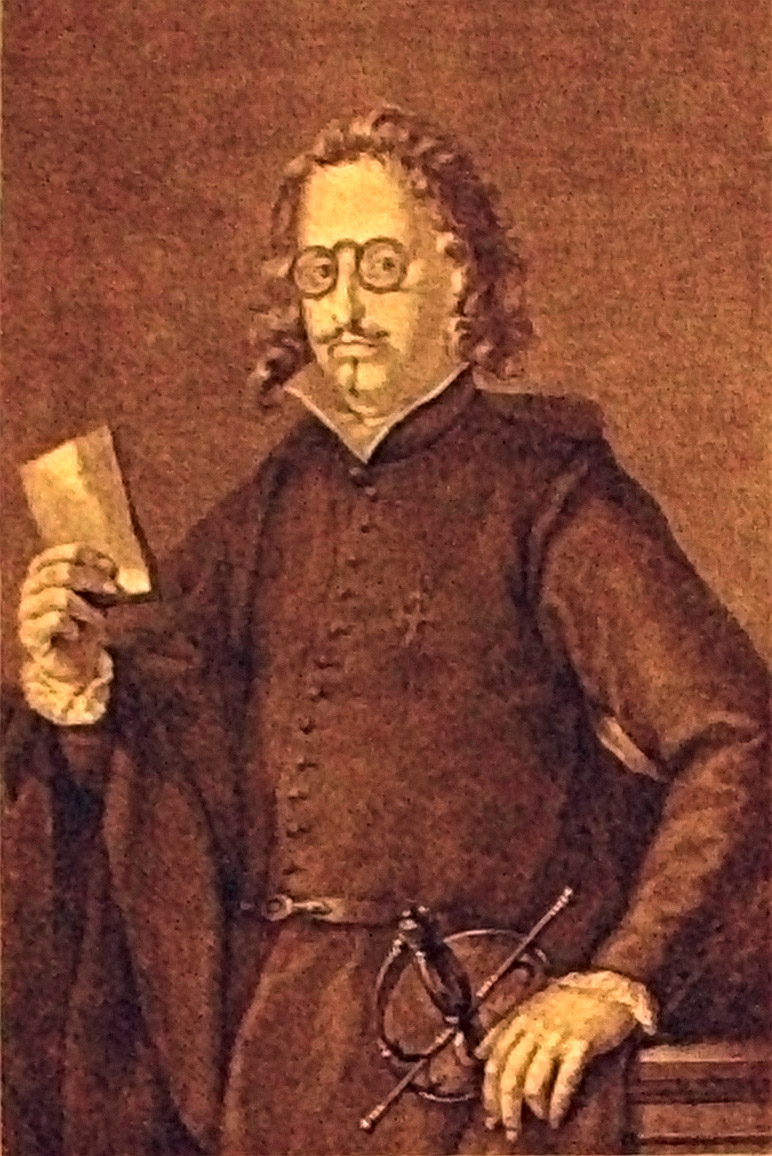
دون فرانسیسکو دی کوئودو و ویلگاس پس از نقاشی از آر. ژیمنو با حکاکی فولادی توسط ام. براندو

کهنه مسیحی (اسپانیایی: cristiano viejo‎) یک مقوله اجتماعی و قانونی بود که در  شبه‌جزیره ایبریا از اواخر قرن پانزدهم و اوایل قرن شانزدهم به بعد، برای تشخیص مردم پرتغال و اسپانیا استفاده می‌شد که ثابت می‌کردند که خونشان پاکیزه است. جمعیت‌هایی که به‌عنوان نو مسیحی طبقه‌بندی می‌شدند، عمدتاً شامل افراد کونفرسوسها (یهودیان) یا موروها (مسلمان) و فرزندانشان بود که به مسیحیت گرویده بودند.